# Stade Adrar
Das Stade Adrar (arabisch ملعب أدرار, DMG Malʿab Adrār; Taschelhit ⴰⴱⴰⵔⴰⵣ ⴰⴷⵔⴰⵔ Abaraz Adrar; oder auch Grand Stade d’Agadir) ist ein Fußballstadion mit Leichtathletikanlage in der marokkanischen Stadt Agadir. Die 2013 eröffnete Sportstätte mit 45.480 Sitzplätzen, rund 10.000 von ihnen auf der Haupttribüne überdacht, wird hauptsächlich vom Fußballclub Hassania d’Agadir (HUSA) genutzt. Sie ersetzte das veraltete Stade Al Inbiaâte mit nur 15.000 Plätzen. Darüber hinaus nutzt die marokkanische Fußballnationalmannschaft die Arena für Länderspiele.

## Geschichte
Das Stadion liegt etwa sechs Kilometer östlich vom Stadtzentrum Agadirs entfernt und zum Hafen sind es sieben Kilometer. Der internationale Flughafen Al Massira befindet sich 20 Kilometer südöstlich des Stadionbaus.
Der Neubau für etwa 1 Milliarde MAD (rund 103 Mio. Euro) war ursprünglich als ein Spielort in der Bewerbung Marokkos zur Fußball-Weltmeisterschaft 2010 vorgesehen. Bei der Vergabe unterlag Marokko aber mit 10:14 Stimmen gegen Südafrika.
In einem internationalen Wettbewerb im Jahr 1999 wurde der Entwurf der Architekten Saâd Benkirane aus Marokko und dem Italiener Vittorio Gregotti zur Verwirklichung ausgewählt. Die Arbeiten am Stadion begannen im Beisein von König Mohammed VI. am 4. Juni 2004. Sie kamen aber wegen der Abstimmungsniederlage für die WM 2010 ins Stocken. 2007 wurde der Bau fortgeführt und sollte Ende 2009 fertiggestellt werden. Die schnelle Umsetzung des Plans wurde durch finanzielle Schwierigkeiten verhindert.
Im März 2012 näherte sich das Stadion, nach den Standards der FIFA und des Leichtathletik-Weltverbandes IAAF, der Fertigstellung. Dies sollte aber noch bis weit in das Jahr 2013 dauern.
Am 22. September 2013 gab der marokkanische Fußballverband Fédération Royale Marocaine de Football (FRMF) den offiziellen Eröffnungstermin für das Stade Adrar mit dem 11. Oktober 2013 bekannt.
Der Tribünenring des Stadionbaus ringsum wirkt mit seiner stufig abfallenden Außenfassade wie auf einen Erdwall aufgebaut. Im weitläufigen Innenraum umfasst eine achtspurige Leichtathletikanlage das Spielfeld aus Naturrasen. Die Ränge sind komplett mit Sitzplätzen ausgestattet. Zu den rund 45.000 Plätzen gehören 5000 V.I.P.-Plätze und 288 Plätze auf der Pressetribüne. Diese kann bei Großveranstaltungen um 340 Plätze erweitert werden. Weithin sichtbares Erkennungsmerkmal des Stade Adrar sind die vier Flutlichttürme aus Beton. Die Anlage, inklusive der Scheinwerfer an der Überdachung, bietet eine Beleuchtungsstärke von 2000 Lux horizontal und 1800 Lux vertikal.
Die Besucher können das Stadion an 18 Eingängen mit 96 Drehkreuzanlagen betreten. An acht dafür vorgesehenen Eingängen finden Besucher im Rollstuhl Einlass. Für eine schnelle Evakuierung dienen 27 Ausgänge. Im Stadionbereich ist eine Videoüberwachungsanlage mit insgesamt 81 Kameras installiert. Am Stadion stehen etwa 5.000 Parkplätze zur Verfügung. Nördlich an das Stadion schließt ein Trainingsplatz mit Laufbahn und 700 Lux Flutlichtanlage an. Er verfügt über vier Kabinen für die Fußballer, zwei für Schiedsrichter sowie acht Umkleiden stehen für die Leichtathleten bereit.
Des Weiteren gehören zur Ausstattung des Stade Adrar ein Raum für Pressekonferenzen mit 180 Plätzen, mehrere Radio- und Fernsehstudios, ein Panorama-Restaurant mit 180 und ein Speisesaal mit 200 Plätzen. Auf dem Oberrang in den Stadionkurven ist jeweils eine Videoanzeigetafel angebracht. Ein medizinischer Bereich mit 126 Quadratmeter wird von Sportlern und Schiedsrichtern gleichermaßen genutzt. Hinzu kommen zwei Räume für Dopingproben mit je 55 Quadratmeter. Im Stadion sind für die Besucher 104 Toiletten verteilt.
Das Stade Adrar wird gegenwärtig als möglicher Spielort für den Afrika-Cup 2025 und der Fußball-Weltmeisterschaft 2030 modernisiert und u. a. die Ränge komplett überdacht.

## Eröffnungsspiele
Das Stadion wurde mit zwei Fußballspielen eingeweiht. Zunächst trat die Heimmannschaft Hassania d’Agadir gegen das algerische Team JS Kabylie aus Tizi Ouzou an. Das erste Tor im neuen Stadion erzielte Saad Lemti in der 76. Minute für Hassania. Danach trennten sich die Nationalmannschaften von Marokko und Südafrika mit einem 1:1-Unentschieden.
| Datum                   | Mannschaft 1      |   | Mannschaft 2 | Ergebnis  |
| ----------------------- | ----------------- | - | ------------ | --------- |
| 11. Okt. 2013 16:30 Uhr | Hassania d’Agadir | – | JS Kabylie   | 1:1 (0:1) |
| 11. Okt. 2013 20:00 Uhr | Marokko           | – | Südafrika    | 1:1 (0:1) |

## FIFA-Klub-Weltmeisterschaft 2013
Die acht Partien der FIFA-Klub-Weltmeisterschaft 2013 werden neben dem Stadion in Agadir auch im Stade de Marrakech ausgetragen. Marokko richtet auch das Turnier 2014 aus mit dem Stade Adrar als möglichen Austragungsort.
| Datum                   | Spiel              | Mannschaft 1         |   | Mannschaft 2      | Ergebnis             |
| ----------------------- | ------------------ | -------------------- | - | ----------------- | -------------------- |
| 11. Dez. 2013 19:30 Uhr | Ausscheidungsspiel | Raja Casablanca      | – | Auckland City FC  | 2:1 (1:0)            |
| 14. Dez. 2013 16:00 Uhr | Viertelfinale 1    | Guangzhou Evergrande | – | al Ahly Kairo     | 2:0 (0:0)            |
| 14. Dez. 2013 19:30 Uhr | Viertelfinale 2    | Raja Casablanca      | – | CF Monterrey      | 2:1 n. V. (1:1, 1:0) |
| 17. Dez. 2013 19:30 Uhr | Halbfinale 1       | Guangzhou Evergrande | – | FC Bayern München | 0:3 (0:1)            |

## Afrika-Cup 2015
Als eines von sechs marokkanischen Stadien war das Stade Adrar in Agadir mit den Städten Casablanca, Rabat, Fès, Marrakesch und Tanger als Austragungsort des Afrika-Cup 2015 vorgesehen. Am 11. November 2014 entzog der afrikanische Fußballverband CAF Marokko das kontinentale Turnier. Der Verband kam zu diesem Entschluss, da sich die Veranstalter weigerten, den Afrika-Cup wegen der Ebolafieber-Epidemie in Westafrika zum vereinbarten Termin vom 17. Januar bis 8. Februar 2015 durchzuführen.

## Afrikanische Nationenmeisterschaft 2018
Neben dem Stade Mohammed V, dem Stade de Marrakech und dem Grand Stade de Tanger war das Stade Adrar ein Spielort der Afrikanischen Nationenmeisterschaft 2018.
| Datum                   | Spiel         | Mannschaft 1     |   | Mannschaft 2   | Ergebnis                        |
| ----------------------- | ------------- | ---------------- | - | -------------- | ------------------------------- |
| 16. Jan. 2018 16:30 Uhr | Gruppe D      | Angola           | – | Burkina Faso   | 0:0                             |
| 16. Jan. 2018 19:30 Uhr | Gruppe D      | Kamerun          | – | Republik Kongo | 0:1 (0:0)                       |
| 20. Jan. 2018 16:30 Uhr | Gruppe D      | Angola           | – | Kamerun        | 1:0 (1:0)                       |
| 20. Jan. 2018 19:30 Uhr | Gruppe D      | Republik Kongo   | – | Burkina Faso   | 2:0 (0:0)                       |
| 23. Jan. 2018 19:00 Uhr | Gruppe C      | Äquatorialguinea | – | Nigeria        | 1:3 (1:0)                       |
| 24. Jan. 2018 19:00 Uhr | Gruppe D      | Republik Kongo   | – | Angola         | 0:0                             |
| 28. Jan. 2018 19:30 Uhr | Viertelfinale | Republik Kongo   | – | Libyen         | 1:1 n. V., 3:5 i. E. (1:1, 1:1) |